# Johann Ulrich Wehrli

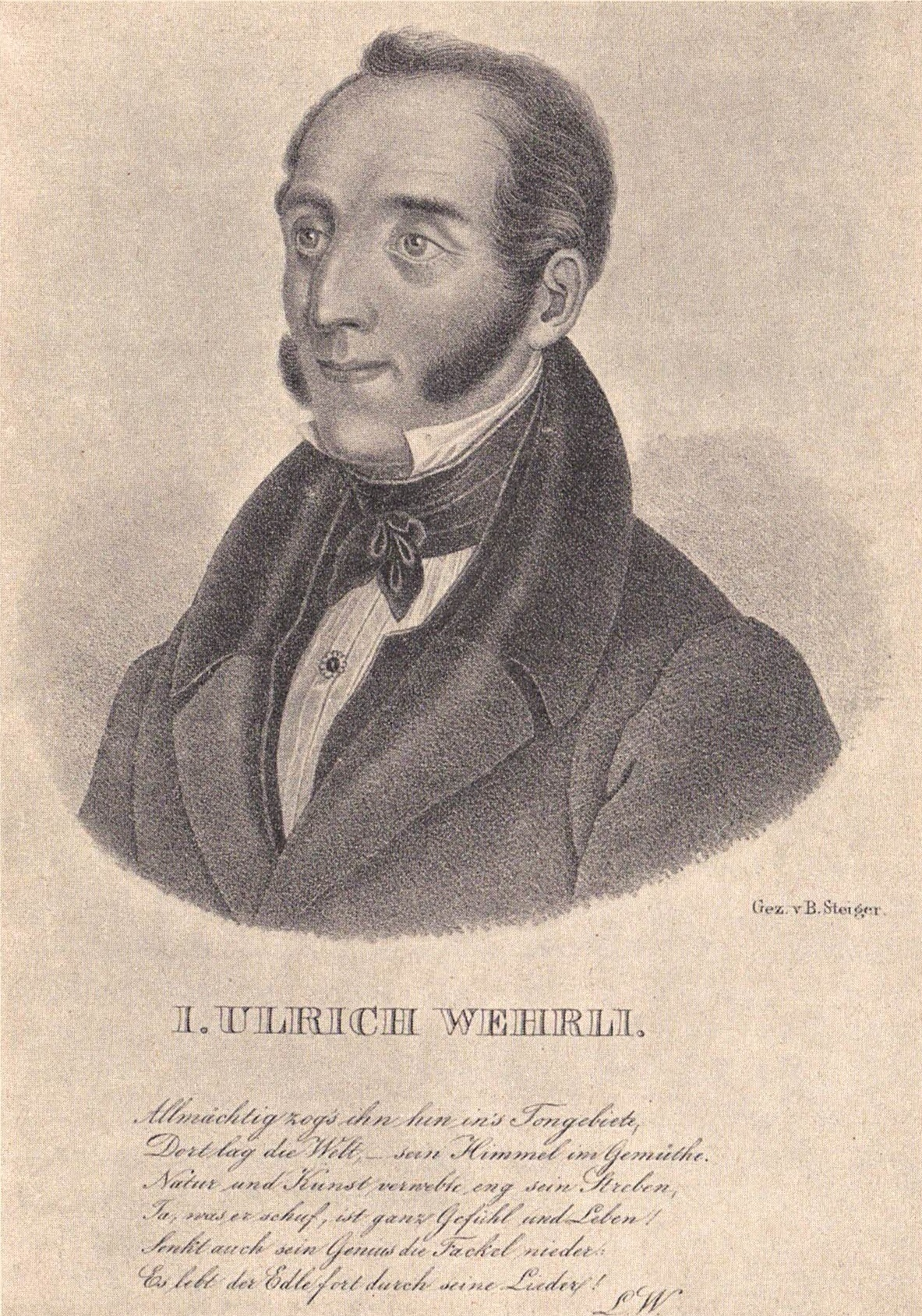
Bildnis des Zürcher Komponisten Johann Ulrich Wehrli, um 1830/1840

Johann Ulrich Wehrli (* 13. Januar 1794 in Höngg, heute Stadt Zürich; † 1. Januar 1839 in Unterstrass, heute Stadt Zürich) war ein Schweizer Komponist, Dirigent und Musikpädagoge der Romantik.

## Leben
Johann Ulrich Wehrli wurde als Sohn des Schreiner- und Glasermeisters Johannes Wehrli im Dorf Höngg geboren, das damals noch vor den Toren der Stadt Zürich lag. Er besuchte die Dorfschule bei Lehrer Kaspar Zweifel in Höngg und lernte teils autodidaktisch, teils bei verschiedenen Lehrern in Zürich und Regensdorf Gesang und das Spiel verschiedener Instrumente. Nachweislich beherrschte er Klavier, Violine, Kontrabass, Flöte, Klarinette, Waldhorn und Zimbel (Lyra). Zunächst übernahm er die Glaserwerkstatt des Vaters und heiratete 1815 Katharina Beck, mit der er mehrere Kinder zeugte. Er strebte jedoch nach einer musikalischen Karriere und übersiedelte mit seiner Familie nach Unterstrass, näher an der Stadt Zürich.
Wehrli leitete bereits in jungen Jahren die Militärspiele der Kreise Zürich und Kloten sowie ein kleines Orchester in Höngg. Prägend war die Begegnung mit Hans Georg Nägeli, jenem überregional bedeutsamen Zürcher Sammler und Komponisten volkstümlichen Liedguts, die ihn zu eigener kompositorischer Tätigkeit animierte. 1826 gründete Nägeli den zeitweise 800 Sänger umfassenden Stadtsängerverein Zürich, dem auch Wehrli beitrat. Davon inspiriert, gründete dieser in den Vorortsgemeinden Höngg, Wipkingen, Fluntern, Altstetten, Albisrieden, Aussersihl und Schwamendingen weitere Männerchöre, und vereinigte diese 1828 zum 174 Stimmen starken Sänger-Verein im Limmat-Thale. Der Männerchor Höngg, einer der fünf ältesten Männerchöre der Schweiz, ist immer noch aktiv und feiert demnächst sein 200-jähriges Jubiläum. 1831 folgte ein gemischter Chor. Der Höngger Pfarrer Weber fasste die inhaltliche Tendenz dieses volkstümlich-romantischen Chorgesangs, der im Kontext der unter anderem durch Johann Gottfried Herder, Clemens Brentano und Achim von Arnim angeregten Liedgutbewegung in ganz Deutschland zu sehen ist, zusammen: «Gott, Vaterland, Naturpracht, Liebe».
Wohl im Jahr 1827 übernahm Wehrli die Leitung der Kadettenmusik Zürich. Daneben erteilte er Privatunterricht auf verschiedenen Instrumenten. 1832 liess er sich von seinem Freund, dem Schwamendinger Lehrer Heinrich Bosshard, ein patriotisches Heldengedicht auf Arnold von Winkelried schreiben, das zu einem seiner Märsche passen sollte. Dieses Sempacherlied («Lasst hören aus alter Zeit») ist bis heute Wehrlis bekanntestes Werk. 1833, im Jahr der Zürcher Volksschulreform, wurde er Gesangslehrer der Knabenrealschule, 1836 auch der Mädchenrealschule. Ebenfalls 1836 wurde er als Nachfolger Nägelis zum Ehrenmitglied, Direktor und Dirigenten des Stadtsängervereins ernannt. 1837 gründete Wehrli den Verein für Kirchen- und Konzertmusik. Es folgte 1838 eine Verpflichtung als Direktor des Männerchors und des Gemischten Chors Neumünster. Am Neujahrsmorgen 1839 erlag er einem Fieberleiden.

## Werke (Auswahl)
Aufgrund von Wehrlis Tätigkeiten als Gesangslehrer, Chorleiter und Militärkapellmeister besteht sein Œuvre vor allem aus Chorliedern (mindestens 68 Kompositionen) und Märschen.

### Chormusik
- Sempacherlied. Gedicht von Heinrich Bosshard, 1832.
- Eloah. Erhebungen des Herzens zu Gott, Band 1. Sechs Gesänge für den gemischten Chor nach Gedichten von Friedrich Starck, 1835.
- Eloah. Erhebungen des Herzens zu Gott, Band 2. Postum veröffentlicht.
- Sechs Cantus-Firmus-Chöre, über Choralmelodien, 1838.
- Dreistimmige Gesänge für die reifere Jugend.
- Sechs zweistimmige Lieder.

### Werke für den Gesangsunterricht
- Anleitung zum Unterricht im Gesange. 1836.